# Felicity Palmer
Dame Felicity Joan Palmer (Cheltenham, 6 aprile 1944) è un soprano, mezzosoprano e insegnante inglese.

## Biografia
Felicity Palmer ha studiato canto alla Guildhall School of Music di Londra e al Hochschule für Musik di Monaco con Marianne Schech, distinguendosi nel 1970 per la vittoria del prestigioso Kathleen Ferrier Award. Inizialmente ricoprì ruoli da soprano, facendo il suo debutto operistico nel 1970 come Didone in Didone ed Enea alla Kent Opera. Nel 1973 debuttò alla Grand Opera di Houston con Il crepuscolo degli dei, l'opera con cui fece anche il suo debutto alla Metropolitan Opera House nel 2000. Nel 1975 fece il suo applauditissimo debutto con l'English National Opera interpretando la contessa nell'opera La dama di picche e dal 1983 cantò esclusivamente da mezzosoprano.
Nella stagione 1984/1985 fece il suo debutto alla Royal Opera House con Re Priamo di Michael Tippett. Nel corso della sua carriera si è esibita in prestigiosi teatri d'opera, tra cui De Nationale Opera, Opernhaus Zürich, Opera di Stato della Baviera, Théâtre du Capitole de Toulouse, Opéra Garnier, l'Opera di Chicago e la San Francisco Opera ed è stata diretta, tra gli altri, da Pierre Boulez, Zubin Mehta, Bernard Haitink, Seiji Ozawa, Colin ed Andrew Davis, Raymond Leppard, Charles Mackerras e Karl Richter. Palmer ha anche cantato in alcune operette di Gilbert e Sullivan, tra cui Il Mikado, H.M.S. Pinafore e The Yeomen of the Guard, e ha interpretato Mrs Lovett nel musical di Sondheim Sweeney Todd, l'unico musical mai messo in scena alla Royal Opera House (2003).
Insegna al Royal College of Music ed è stata nominata dama commendatore dell'ordine dell'Impero Britannico nel 2011.

## Repertorio (parziale)
| Ruolo                    | Titolo                                   | Autore     |
| ------------------------ | ---------------------------------------- | ---------- |
| Contessa Geschwitz       | Lulu                                     | Berg       |
| Florence Pike            | Albert Herring                           | Britten    |
| Mrs Sedley               | Peter Grimes                             | Britten    |
| Contessa                 | La dama di picche                        | Čajkovskij |
| Geneviève                | Pelléas et Mélisande                     | Debussy    |
| Marchesa di Berckenfield | La figlia del reggimento                 | Donizetti  |
| Orfeo                    | Orfeo ed Euridice                        | Gluck      |
| Ino                      | Semele                                   | Händel     |
| Tamerlano                | Tamerlano                                | Händel     |
| Kabanicha                | Káťa Kabanová                            | Janáček    |
| Nonna Buryjovka          | Jenůfa                                   | Janáček    |
| Donna Elvira             | Don Giovanni                             | Mozart     |
| Pamina                   | Il flauto magico                         | Mozart     |
| Contessa d'Almaviva      | Le nozze di Figaro                       | Mozart     |
| Venere                   | Orfeo all'inferno                        | Offenbach  |
| Madame de Croissy        | I dialoghi delle Carmelitane             | Poulenc    |
| Marya                    | Guerra e pace                            | Prokoviev  |
| Didone                   | Didone ed Enea                           | Purcell    |
| La Chatte                | L'Enfant et les sortilèges               | Ravel      |
| Clitennestra             | Elettra                                  | Strauss    |
| Cuoca                    | Le rossignol                             | Stravinksy |
| Baba                     | La carriera di un libertino              | Stravinksy |
| Waltraute                | Il crepuscolo degli dei                  | Wagner     |
| Fricka                   | L'anello del Nibelungo                   | Wagner     |
| Begbick                  | Ascesa e caduta della città di Mahagonny | Weill      |